# 絕對最胸☆歐派戰爭!! ～巨乳王國vs貧乳王國～
《絕對最胸☆歐派戰爭!! ～巨乳王國vs貧乳王國～》（日語：-{ぜったい最胸☆おっぱい戦争!!
～巨乳王国vs貧乳王国～}-）是由softhouse-seal GRANDEE在2012年10月26日發售的戀愛冒險類型成人遊戲，絕對系列的第四部作品，以「歐派」為主題。後來改編成漫畫和小說。

## 故事
バスチェスト大陸的西半部有個信奉巨龍神ボイーヌ的巨乳族國家「パイクォーツ王國」，東半部則有信奉貧龍神ペタン的貧乳族國家「サーペッタン王國」。兩國原本是和平共處，但是在一千年前兩位龍神發生爭執後，導致大陸中央出現一道很長裂縫，兩國也因此興起種族主義開始交惡。現在兩位龍神和好並將裂縫接合，但卻也因此導致兩國開始交戰。為了恢復和平兩位龍神選上ハルト讓他成為救世主並要求巫女ミルファ跟隨在後，擔負重任的兩人便和兩位龍神開始在大陸各地遊說。

## 角色
ハルト
本作男主角，兩位龍神所選的救世主，原本只是喜歡到各地揉胸的旅行者。
ミルファリア・ウル・ウルリラ（聲優：このは）
身高：158cm，三圍：B97（G）/W57/H89，生日：11月29日
巨乳族的巫女，簡稱。個性溫柔熱於助人，不會因為種族不同而歧視他人。
イリス・ミリャ・サーペッタン（聲優：奥山歩）
身高：144cm，三圍：B70（AAA）/W49/H70，生日：10月4日
サーペッタン王國的公主，原本被ルーミャ捕獲被ハルト解救後，因為對外界充滿好奇便隱瞞身份跟隨兩人旅行。
エストレア・マニュー・パイクオーツ（聲優：飯野汐里）
身高：162cm，三圍：B103（I）/W58/H89，生日：3月10日
パイクォーツ王國的公主。
コトネ（聲優：御苑生メイ）
身高：156cm，三圍：B78（C）/W55/H74，生日：4月15日
並乳族的黑髮赤瞳劍士，ハルト的妹妹，由於經常四處解救淪為奴隸的同胞而被兩國通緝並取名「灼眼烏鴉」（灼眼の鴉）。
ニコ（聲優：片倉ひな）
身高：147cm，三圍：B90（F）/W53/H77，生日：12月6日
住在森林的貧乳族少女，從小被巨大的白色狐狼養育，擁有獸耳和尾巴。
ショコラ・コレーション（聲優：佐藤遼佳）
身高：152cm，三圍：B74（B）/W54/H74，生日：2月14日
イリス的中二病女僕，自稱是魔法使。
アリア・アリアリア（聲優：このえゆずこ）
身高：150cm，三圍：B73（A）/W53/H73，生日：6月8日
貧乳族的巫女，與ニコ同住在森林的妖精少女，實際年齡已超過1000歲。
ルーミャ・ハワワード（聲優：春河あかり）
身高：160cm，三圍：B88（E）/W57/H83，生日：5月4日
パイクォーツ王國的士兵。
ティアラ・フィロ・サーペッタン（聲優：ヒマリ）
身高：155cm，三圍：B72（AA）/W55/H77，生日：8月8日
サーペッタン王國的女王，イリス的母親，在國王過世後便接管王國。
クリュー・サンテムム（聲優：御苑生メイ）
身高：164cm，三圍：B72（AA）/W55/H77，生日：1月2日
來自アナヒップル大陸的カーシリアン帝國公主，企圖支配バスチェスト大陸而揮軍來到此地。

## 主題曲
片頭曲
作詞、作曲、編曲：山下航生，歌手：藤原鞠菜
片尾曲「ONE NIGHT FIRE」
作詞、作曲、編曲：山下航生，歌手：akari

## 外部連結
- 官方網站 （页面存档备份，存于）softhouse-seal GRANDEE（日語）
- 漫畫介紹頁 （页面存档备份，存于）COMIC GIAN（日語）